# John Collin (Schauspieler)
John Collin (* 18. Oktober 1928; † 25. Februar 1987) war ein englischer Schauspieler.
In den 1960er und 1970er Jahren spielte er im britischen Fernsehen hauptsächlich Nebenrollen. Seine bekannteste Rolle war die des Sergeant Haggar in der Polizeiserie Z-Cars der BBC, den er in insgesamt 57 Folgen der Serie verkörperte.

## Filmografie
- 1962–1978: Z-Cars (Fernsehserie, 57 Folgen)
- 1966: Der Teufel tanzt um Mitternacht (The Witches)
- 1966–1967: Der Baron (The Baron, Fernsehserie, 2 Folgen)
- 1967–1968: Simon Templar (The Saint, Fernsehserie, 2 Folgen)
- 1968:  Bevor der Winter kommt (Bevor Winter comes)
- 1968: Star!
- 1968: Der Mann mit dem Koffer (Man in a Suitcase, Fernsehserie, 1 Folge)
- 1970: Paul Temple (Fernsehserie, eine Folge)
- 1970: The Last Escape
- 1970: Randall & Hopkirk – Detektei mit Geist (Randall & Hopkirk (Deceased), Fernsehserie, 1 Folge)
- 1971: The Guardians (Fernsehserie, sechs Folgen)
- 1972: Innocent Bystanders
- 1973: Man on the Top
- 1973: Kein Pardon für Schutzengel (The Protectors) (Fernsehserie, 1 Folge)
- 1975: Die Füchse (The Sweeney, Fernsehserie, 1 Folge)
- 1975: Der Doktor und das liebe Vieh (All Creatures Great and Small, Fernsehfilm)
- 1978–1983: Der Doktor und das liebe Vieh (All Creatures Great and Small, Fernsehserie, drei Folgen)
- 1978: Holocaust – Die Geschichte der Familie Weiss (Holocaust)
- 1978: Wuthering Heights (Fernsehserie)
- 1979: Tess
- 1980: The Errand
- 1980: Born and Bred (Fernsehserie)
- 1981: Blutiges  Öl (Guns and the Fury)
- 1982: Cry for the Strangers
- 1983: Schieß in den Wind, Ho (The Chinese Detective)